# حارة الخزارج (صنعاء)
الخزارج هي إحدى حارات حي سدس احداق بمدينة الروضة شمال العاصمة اليمنية "صنعاء"، بلغ تعداد سكانها 509 نسمة حسب تعداد اليمن لعام 2004.